# 6681 Prokopovich
6681 Prokopovich este un asteroid din centura principală de asteroizi.

## Descriere
6681 Prokopovich este un asteroid din centura principală de asteroizi. A fost descoperit pe 6 septembrie 1972 la Observatorul de Astrofizică din Crimeea de Liudmila Juravliova. El prezintă o orbită caracterizată de o semiaxă mare de 2,20 ua, o excentricitate de 0,15 și o înclinație de 4,8° în raport cu ecliptica.